# Bases Loaded II
Bases Loaded II (燃えろ!!プロ野球’88 決定版, Moero!! Pro Yakyuu '88: Kettei Ban au Japon) est un jeu vidéo de baseball sorti en 1988 sur Famicom au Japon et en 1990 sur NES aux États-Unis. Le jeu a été développé par TOSE et édité par Jaleco.